# Нехат Бекири
Нехат Бекири (на албански: Nehat Beqiri; на македонска литературна норма: Нехат Беќири) е скулптор, художник и университетски преподавател от Северна Македония.

## Биография
Роден е в 1967 година в Тетово, тогава в Югославия. В 1991 година Бекири се дипломира от художествен отдел, класа на професор Муслим Маличи. В 2001 година завършва магистратура във Факултета за изящни изкуства в Прищина. Реализира самостоятелни изложби в Тетово, Скопие, Париж, Прищина и много други населени места в Република Македония. Освен с живопис, Бекири се занимава и със скулптура, дизайн, илюстрации и графики. Работи като преподавател в Държавния университет в Тетово.